# I Am Not Okay with This
I Am Not Okay With This est une série télévisée américaine basée sur le roman graphique Pauvre Sydney ! de Charles Forsman, diffusée sur Netflix en 2020.
Elle est réalisée par Jonathan Entwistle, produite par 21 Laps Entertainment et tournée à Pittsburgh, en Pennsylvanie.
Après une unique saison, sortie le 26 février 2020, la fin de la série est annoncée en août de la même année, en raison de circonstances dues à la pandémie de Covid-19.

## Synopsis
Les tribulations d'une adolescente qui doit faire face à ses relations avec ses camarades de lycée. Elle doit composer aussi avec sa famille quelque peu étrange et appréhender la découverte de sa sexualité. Parallèlement, elle découvre les pouvoirs résidant au plus profond d'elle.

## Distribution

### Acteurs principaux
- Sophia Lillis (VF : Ludivine Maffren) : Sydney Novak
- Wyatt Oleff (VF : Oscar Douieb) : Stanley Barber
- Sofia Bryant (VF : Aurélie Konaté) : Dina
- Kathleen Rose Perkins (VF : Sybille Tureau) : Maggie Novak, la mère de Sydney

### Acteurs récurrents
- Aidan Wojtak-Hissong (VF : Kaycie Chase) : Liam Novak, le jeune frère de Sydney
- Sophia Tatum (VF : Jessica Monceau) : Jenny Tuffield
- Richard Ellis (VF : Jim Redler) : Bradley Lewis
- Zachary S. Williams (VF : Tommy Lefort) : Ricky Berry

## Épisodes
1. Cher journal
2. Le maître d'une seule baise
3. La fête est terminée
4. Stan by me
5. Un autre jour au paradis
6. Tel père, telle fille
7. Le plus sombre secret